# Jotapa II
Jotapa II lub Jotape II (gr. Ἰωτάπη, Iōtápē) (I w. p.n.e./I w. n.e.) – córka Mitrydates III Antiocha Epifanesa, króla Kommageny i królowej Jotapy I, córki Artawazdesa I, króla Medii Atropatene i nieznanej z imienia królowej.
Jotapa prawdopodobnie urodziła się, wychowała i kształciła w Samosacie, stolicy Kommageny. Jej bratem był Antioch III Filokajsar, którego później poślubiła. Kiedy zmarł ojciec w 12 p.n.e., jej brat nastąpił po nim, jako król Kommageny. 
Gdy zmarł mąż Antioch III Filokajsar w 17 n.e., Kommagena znalazła się w poważnej sytuacji politycznej. Nie wiadomo co spowodowało takie zamieszanie. Prawdopodobną przyczyną była nieletniość dzieci królewskich. Jotapa i Antioch mieli bowiem zbyt młody wiek, by nastąpić po zmarłym ojcu oraz nie mieli żadnej władzy, by zapobiec niepokojom społecznym. Po śmierci Antiocha III pojawiły się dwa obozy polityczne. Jeden obóz z możnowładcami chciał, żeby Kommagena znalazła się pod rządami Rzymu, natomiast drugi prowadzony przez obywateli chciał zachować królestwo.
Obozy polityczne wysłały posłów do Rzymu, szukając rady i pomocy cesarza Tyberiusza, by zadecydował o przyszłości Kommageny. Byli gotowi przyjąć każdą jego decyzję w tej sprawie. Cesarz Tyberiusz postanowił połączyć królestwo z rzymską prowincją Syrią. Decyzja ta zasmuciła zwolenników rodziny królewskiej. Rzym panował na tym terenie do 38 r., kiedy doszło do restauracji monarchii za cesarza Kaliguli.

## Potomstwo
Jotapa II urodziła mężowi Antiochowi III Filokajsarowi dwoje dzieci (syna i córkę): 
- Gajusz Juliusz Antioch IV Epifanes, późniejszy ostatni król Kommageny
- Julia Jotapa III Filadelf, późniejsza żona brata Antiocha IV Epifanesa, króla Kommageny

Dalsze dzieje Jotapy II, gdy doszło do aneksji Kommageny, są nieznane. Jej dzieci zamieszkały w Rzymie. W 38 r. Kaligula, cesarz rzymski, przywrócił królestwo jej dzieciom.